# Lentigny
Lentigny är en kommun i departementet Loire i regionen Auvergne-Rhône-Alpes i centrala Frankrike. Kommunen ligger i kantonen Roanne-Sud som tillhör arrondissementet Roanne. År 2022 hade Lentigny 1 794 invånare.

## Befolkningsutveckling
Antalet invånare i kommunen Lentigny
| Referens: INSEE |